# Aéroport international d'Abha
L'aéroport international d'Abha (code IATA : AHB • code OACI : OEAB) est un aéroport desservant la ville d'Abha, située dans la province d'Asir, au sud-ouest de l'Arabie saoudite.
L'aéroport dispose de services pour plusieurs destinations nationales, et de trois destinations internationales : Le Caire, Dubaï, Sanaa.

## Historique
Jusqu'en 1975, les vols intérieurs sont traités à l'aéroport militaire près de Khamis Mushait.
La construction a commencé à la mi-1975 par Laing Wimpey Alireza. La conception est de la compagnie néerlandaise OCNA Consultants et l'aéroport ouvre en 1977.
Depuis l'intervention saoudienne dans la guerre civile yéménite, il est plusieurs fois pris pour cible par les rebelles houtis.
Le 12 juin 2019, l'aéroport est touché par un missile de croisière lancé par les Houthis du Yémen, blessant ainsi 26 personnes dont 8 furent hospitalisés. Selon les autorités saoudiennes, il s'agit d'un missile Ya Ali iranien de 750 km de portée. 
Le 14 juin, l'armée saoudienne annonce avoir déjoué une attaque de cinq drones houtis.
Le 15 juin, les Houtis déclarent avoir effectué des attaques par drones sur les citernes de l’aéroport et la salle de contrôle de l'aéroport régional de Jizan.
Le 17 juin, deux drones sont interceptés par l'armée saoudienne, un au dessus d'Abha et un au dessus du Yémen.
le 23 juin, une nouvelle attaque au missile ou drone tue un Syrien,. 21 autres personnes sont blessés. 
Le 2 juillet, 9 personnes (8 Saoudiens et 1 Indien) sont blessées lors d'une nouvelle attaque de drone contre l'aéroport.
Le 25 juillet, des drones Qassef K-2, chargés de bombes, visent des installations de l'aéroport. Cette information, rapportée par Al-Masirah (en) la chaîne de télévision des Houthis, est confirmée par le général de brigade Yahya Sarii (porte-parole de la faction yéménite alliée aux Houtis),.
Le 8 août, les Houtis déclarent avoir lancé deux drones sur l'aéroport dont un sur la tour de contrôle.
Le 31 août 2020, un drone chargé de bombes a été détecté volant vers lui et intercepté, ainsi qu'un bateau télécommandé au large de la mer Rouge, qui était également rempli d'explosifs et prêt pour une attaque.
Le 10 février 2021, une attaque déclenche un incendie à bord d'un Airbus A320-214 de 
Flyadeal. Les Houtis déclarent avoir employé quatre drones, les autorités saoudiennes déclarent en avoir abattus deux.

## Situation
| Neom Dammam Djeddah Riyadh Médine Al-Hofuf Yanbu Buraidah Abha Al Bahah Haïl Tabuk Ta'if Al-Jawf Al Wajh Arar Bisha Dawadmi Gurayat Najran Qaisumah Rafha Sharurah Al-`Ula Turaif Wadi al-Dawasir |

## Compagnies et destinations
| Compagnies         | Destinations |
| ------------------ | --- |
| Air Arabia         | Charjah |
| EgyptAir           | Le Caire |
| Flyadeal           | Djeddah - Roi-Abdelaziz, Riyad-roi Khaled                                                                                               |
| flydubai           | Dubaï |
| Flynas             | Al Bahah, Bisha, Le Caire, Dammam-roi Fahd, Dubaï, Buraydah, Djeddah - Roi-Abdelaziz, Jizan, Riyad-roi Khaled, Sharurah Wadi Ad Dawasir |
| Nesma Airlines     | Le Caire |
| Nile Air           | Le Caire |
| Saudia             | Le Caire, Dammam-roi Fahd, Djeddah - Roi-Abdelaziz, Médine-Prince M. Bin Abdulaziz, Riyad-roi Khaled, Tabuk, Taëf                       |
| SaudiGulf Airlines | Dammam-roi Fahd, Riyad-roi Khaled, Djeddah - Roi-Abdelaziz                                                                              |

Édité le 17/06/2019

## Statistiques
Pour des raisons techniques, il est temporairement impossible d'afficher le graphique qui aurait dû être présenté ici.

Voir la requête brute et les sources sur Wikidata.

## Cargo
- Felix Airways Cargo : Kuala Lumpur
- MASkargo : Penang